# Peter Nehls
Peter Nehls (* 12. April 1939; † 16. März 2012) war ein deutscher Ju-Jutsuka und Autor des Buches Das Ju-Jutsu-Brevier. 

## Leben
Peter Nehls begann seine sportliche Karriere im Jiu-Jitsu, wo er bis 1970 den 5. Dan erreichte. 1970 wechselte er zum Ju-Jutsu und wurde zunächst auf einen 3. Dan heruntergestuft, da das Gürtelsystem zu Beginn des Ju-Jutsus noch keine höhere Graduierung kannte. Bereits Ende 1970 wurde er erster Bundestrainer Ju-Jutsu, eine Funktion, die er bis 1980 innehatte. Gleichzeitig war er (bis 1977) Reichstrainer in Dänemark. Nehls bekleidete weitere Ämter im Deutschen Judo-Bund (DJB), dem das Ju-Jutsu angegliedert war, und im Deutschen Dan-Kollegium (DDK) bis 1983. Anschließend war er weiterhin als Trainer und Referent tätig. 1994 bekam er den 8. Dan verliehen. Neben Ju-Jutsu und Jiu-Jitsu hielt er auch Meistergrade in Aikido und Karate.
1975 veröffentlichte Nehls zusammen mit Dieter Rast erstmals das Sachbuch Das Ju-Jutsu-Brevier, das zuletzt 2006 in seiner 22. Auflage erschienen ist.
Nehls unterrichtete an der Sportschule des Bundesgrenzschutzes. Er verstarb 2012 nach langer Krankheit.

## Werke
- Das Ju-Jutsu-Brevier. Zusammen mit Dieter Rast. Berlin: Weinmann Verlag 1975. ISBN 3-87892-030-X